# Incendio en la iglesia de Giza
El 13 de agosto de 2022, se produjo un incendio en la iglesia de Abu Sefein, una iglesia copta en el barrio de Imbaba de Giza, en las afueras de El Cairo, Egipto.  El incendio comenzó durante los servicios de adoración del domingo cuando se reunieron cerca de 5000 fieles. 41 personas murieron durante el incendio, incluidos al menos 18 niños. Uno de los sacerdotes de la iglesia, Abdul Masih Bakhit, estaba entre los que murieron en el incendio.

## El incendio
El Ministerio del Interior dijo que el incendio fue causado por una unidad de aire acondicionado defectuosa en el segundo piso de la iglesia Según el Ministerio de Salud, la mayoría de las muertes se debieron a la inhalación de humo o al pisoteo en la estampida para escapar del edificio . La iglesia alberga una guardería en su cuarto piso. El sacerdote de una iglesia vecina dijo que los niños fueron llevados a pisos más altos para escapar del incendio en lugar de ser evacuados. Testigos presenciales informaron que las personas intentaron saltar a un lugar seguro desde los pisos superiores para escapar del fuego.
El tiempo de respuesta de los bomberos a este incidente no está claro. El Ministerio de Salud dijo que el primer camión de bomberos llegó dos minutos después de recibir los primeros reportes de incendio, sin embargo, familiares de los atrapados en la iglesia dijeron que los paramédicos y bomberos tardaron en llegar al lugar, y un testigo lo dijo. tardó dos horas en llegar un camión de bomberos. Según los informes, los transeúntes se apresuraron a entrar en la iglesia para ayudar a evacuar a los atrapados hasta que la intensidad del fuego y el humo se volvieron demasiado abrumadores. Testigos presenciales informaron que el incendio comenzó a las 8:00 a. m. y duró dos horas. El Ministerio del Interior dijo que el incendio fue causado por una unidad de aire acondicionado defectuosa en el segundo piso de la iglesia. Según el Ministerio de Salud, la mayoría de las muertes se debieron a la inhalación de humo o al pisoteo en la estampida para escapar del edificio. La iglesia alberga una guardería en su cuarto piso.[10] El sacerdote de una iglesia vecina dijo que los niños fueron llevados a pisos más altos para escapar del incendio en lugar de ser evacuados. Testigos presenciales informaron que las personas intentaron saltar a un lugar seguro desde los pisos superiores para escapar del fuego.
El tiempo de respuesta de los bomberos a este incidente no está claro. El Ministerio de Salud dijo que el primer camión de bomberos llegó dos minutos después de recibir los primeros reportes de incendio, sin embargo, familiares de los atrapados en la iglesia dijeron que los paramédicos y bomberos tardaron en llegar al lugar, y un testigo lo dijo. tardó dos horas en llegar un camión de bomberos. Según los informes, los transeúntes se apresuraron a entrar en la iglesia para ayudar a evacuar a los atrapados hasta que la intensidad del fuego y el humo se volvieron demasiado abrumadores. Testigos presenciales informaron que el incendio comenzó a las 8:00 a. m. y se prolongó durante dos horas.

## Víctimas
El incendio resultó en 41 muertes y 45 lesiones no fatales. Los servicios de seguridad informaron que al menos 18 de los fallecidos eran niños. Los registros de un hospital local mostraron que se recibieron 20 cuerpos, entre ellos 10 niños, mientras que otro hospital local recibió 21 cuerpos.

## Responsabilidades
El número de muertos por el incendio fue uno de los más grandes en la historia reciente de Egipto, y el principal fiscal del país ordenó una investigación sobre el incendio. Si bien los coptos de Egipto han enfrentado discriminación, ataques y violencia religiosa, tanto las autoridades de la iglesia como las agencias estatales egipcias creen que el incendio fue accidental. Los incendios eléctricos ocurren a menudo en Egipto, donde los estándares de construcción e inspección son inadecuados y se aplican de manera deficiente. Se han producido múltiples incendios en áreas públicas en todo Egipto, incluido el incendio ferroviario de El Ayyat en 2002 que resultó en 370 muertes; un incendio en un hospital en 2020 que mató a siete pacientes; y el incendio en una fábrica de ropa de El Cairo en 2021 que resultó en 20 muertes.
El presidente Abdel Fattah el-Sisi emitió una declaración expresando su pesar, diciendo: "Ofrezco mis más sinceras condolencias a las familias de las víctimas inocentes que han fallecido para estar con su Señor en una de sus casas de culto" El Primer Ministro Mostafa Madbouly anunció que la familia de cada persona fallecida recibiría 100.000 libras egipcias como compensación, mientras que los heridos recibirían hasta 20.000 libras egipcias, y el ministro de Solidaridad Social anunció además que la Mezquita al-Azhar y otras organizaciones de la sociedad civil los grupos estarían ofreciendo 50.000 libras egipcias adicionales a las víctimas y sus familias. La Mezquita Al-Azhar expresó sus condolencias, y el gran imán de al-Azhar Ahmed El-Tayeb ofreció sus condolencias al papa copto Tawadros II. Mohamed Salah, capitán de la selección nacional de fútbol de Egipto, también tuiteó sus condolencias e hizo una donación de tres millones de libras egipcias para ayudar a reconstruir la iglesia.